# Усок
Усо́к — село в Україні, у Ямпільській селищній громаді Шосткинського району Сумської області. Населення становить 394 особи. До 2020 орган місцевого самоврядування — Усоцька сільська рада.

## Географія
Село Усок знаходиться на березі річки Усок в центральній частині Шосткинського району, недалеко від її витоків, нижче за течією на відстані 1,5 км розташоване село Паліївка. Поруч проходять автомобільна дорога Т 1912 та залізниця, станція Янпіль за 4 км.

## Історія
Точної дати заснування села не встановлено. Старожили розповідають, що першим поселенцем був Ус — козак — втікач з півдня, від нього і пішла назва Усок.
Населення займалось землеробством. На початку XVIII століття в с. Усок налічувалось 28 дворів, а на кінець століття — 89. За переписом 1897 року населення села становило 1841 особу, зокрема 927 чоловіків та 914 жінок.
Село в період феодалізму переходило з рук в руки. Жителі сплачували високі податки і відбували панщину.
У листопаді 1764 року Катерина II видала указ про нагородження поміщика Неплюєва двома українськими волостями. Так село опинилося у власності пана Неплюєва.
За період розвитку капіталізму в селі відбувається розшарування селянства на заможних і бідняків.
У 1917 році наприкінці грудня було встановлено радянську владу.
У 1925 році у селі Усок утворено партійні та комсомольські осередки.
У лютому 1930 року, під час примусової колективізації, у селі було створено колгоспи «Наш шлях» та «Нова громада». У 1931 році колгоспи були об'єднані в одне господарство.
2 вересня 1941 року село Усок захопили німецькі загарбники. Практично все чоловіче населення було на фронті. Жінки та діти перебували в окупації 2 роки. Село було звільнено від німецько-нацистських загарбників 2 вересня 1943 року 6-ю гвардійською стрілецькою дивізією.
З фронтів Німецько-радянської війни не повернулися 156 жителів, 87 з них нагороджені орденами й медалями. Про грізні події війни нагадує Братська могила радянських воїнів, які загинули при визволенні села.
У післявоєнні роки жителі заново відбудували колективне господарство. Незабаром колгосп «Рассвет» став одним із найкращих господарств району.
У 1957 році на братській могилі радянських воїнів, які загинули у вересні 1943 року, було встановлено бетонну скульптуру воїна.
12 червня 2020 року, відповідно до розпорядження Кабінету Міністрів України № 723-р «Про визначення адміністративних центрів та затвердження територій територіальних громад Сумської області», село увійшло до складу Ямпільської селищної громади.
19 липня 2020 року, в результаті адміністративно-територіальної реформи та ліквідації Ямпільського району, село увійшло до складу новоутвореного Шосткинського району.

#### Російське вторгнення в Україну (з 2022)
29 квітня 2024 року російські військові скинули дві керовані авіабомби на село Усок Ямпільської громади. Внаслідок вибухів зруйноване приміщення місцевої школи та пошкоджені 25 будинків місцевих жителів.

## Сьогодення
На території сільської ради працює ТОВ «Світанок», загальноосвітня школа I—II ст., пошта, фельдшерсько-акушерський пункт, бібліотечна філія Ямпільської ЦБС, Будинок культури, 4 кладовища

## Динаміка населення
| 1859 | 1885 | 1897 | 1901 | 1924 | 1989 | 2001 | 2017 | 2021 | 2022 |
| ---- | ---- | ---- | ---- | ---- | ---- | ---- | ---- | ---- | ---- |
| 973  | 1379 | 1841 | 1819 | 2351 | 925  | 706  | 487  | 404  | 394  |
|      | ▲    | ▲    | ▼    | ▲    | ▼    | ▼    | ▼    | ▼    | ▼    |

## Пам'ятки
- Братська могила радянських воїнів

## Відомі мешканці

### Уродженці
- Ігнатенко Олександр Степанович — український військовий діяч, генерал-лейтенант, заступник Міністра оборони України з кадрів. Народний депутат України 2-го скликання.

### Учасники Великої Вітчизняної війни
- Ігнатенко Олександр Огейович — учасник Великої Вітчизняної війни.
- Ігнатенко Федір Васильович — учасник Великої Вітчизняної війни.
- Заярний Трохим Юхимович — учасник Великої Вітчизняної війни.
- Заярний Іван Титович — учасник Великої Вітчизняної війни.

### Репресовані
- Ворона Іван Іванович — за систематичне проведення антирадянської агітації проти заходів радянської влади на селі.
- Кондратенко Федір Никифорович — репресований за звинуваченням в контрреволюційній діяльності.
- Остапенко Федір Васильович —  репресований за співучасть у терористичному акті.
- Сенченко Никифор Леонтійович —   репресований як учасник антирадянського куркульського угрупування.
- Савицький Микола Федорович — учасник збройного опору російському більшовизму в 1918-20 рр..
- Супрун Іван Миколайович — репресований за релігійну діяльність, церковний староста с.Усок
- Рощин Харитон Семенович — репресований як учасник антирадянського куркульського угрупування.
- Хохол Олексій Олексійович — репресований як учасник шпигунської націоналістичної повстанської організації.

### Загиблі уросійсько-українській війні
- Віталій Миколайович Кузюра — внаслідок штурмових дій з боку противника біля населеного пункту Авдіївка Покровського району Донецької області.[13]
- Анатолій Володимирович Заярний — у ході ведення бойових дій в районі населеного пункту Водяне Донецької області.[14]